# Fantasy Records
Fantasy Records es un sello discográfico estadounidense fundado por Max y Sol Weiss en 1949 en San Francisco, California. Previo a la formación de Fantasy, ambos rigieron Circle Record Company, una planta de manufacturación de discos. Los primeros años de la compañía fueron dedicados a la publicación de grabaciones de Dave Brubeck, Cal Tjader, Vince Guaraldi y otros artistas de jazz. 

## Historia
En 1951, Fantasy fundó su primera subsidiaria, Galaxy Records, cuyo nombre, al igual que el de Fantasy, deriva de la afición de sus fundadores por las revistas de ciencia ficción. A mediados de los años 50, Saul Zaentz se unió a la compañía, aplicando a la empresa una política de expansión. En 1965, se formó Scorpio Records, una nueva subsidiaria de Fantasy creada para capitalizar la invasión británica, aunque pronto quedó abocada al cierre. En 1967, Zaentz tomó las riendas del consorcio y fichó al mayor exponente del sello discográfico, el grupo estadounidense de rock Creedence Clearwater Revival, que pasó a dirigir como representante, publicando hasta su disolución en octubre de 1972 sus trabajos de estudio y sencillos.
Zaentz, movido por el periodista Ralph J. Gleason y usando los beneficios de la Creedence Clearwater Revival, llevó a cabo una política de compra de sellos independientes dedicados al jazz. De este modo, Zaentz compró Debut Records como regalo de bodas para el bajista Charles Mingus. Más tarde, se añadirían a las riendas de Fantasy Records Good Time Records, Prestige Records, Riverside Records y Milestone Records, entre 1970 y 1971. De 1977 hasta 1995, Zaentz compró Stax Records, Contemporary Records, Specialty Records, Pablo Records, Takoma Records y Kicking Mule Records.
Con los réditos obtenidos por las ventas de la Creedence Clearwater Revival, Zaentz llevó a cabo la construcción de una nueva sede para Fantasy Records en Berkeley, California, denominada vulgarmente como "la casa que la Creedence construyó", debido al origen del dinero. En 2007, la sede fue vendida a Wareham Development.
En 2004, Fantasy Records fue vendido a un consorcio liderado por Norman Lear e integrado por Concord Records, creando una nueva compañía llamada Concord Music Group. Aunque algunas de las operaciones del sello se mantienen en Berkeley, la empresa mudó sus instalaciones a Beverly Hills, California. 
Poco tiempo después de que Concord Music adquiriese Fantasy, John Fogerty, líder de la Creedence Clearwater Revival volvió a firmar un contrato con el sello, a sabiendas de que Zaentz, con quien mantuvo disputas legales durante varias décadas, ya no formaba parte de la empresa.

## Artistas del sello Fantasy Records
- David Axelrod
- The Blackbyrds
- Dave Brubeck
- Lenny Bruce
- Gabe Dixon
- Cal Tjader
- Creedence Clearwater Revival
- Cybotron
- Tom Fogerty
- John Fogerty
- Vince Guaraldi
- Tift Merritt
- Sylvester James
- Side Effect
- Seether